# Château des comtes de Champagne
Le château des comtes de Champagne était un château situé à Troyes, en France.

## Description

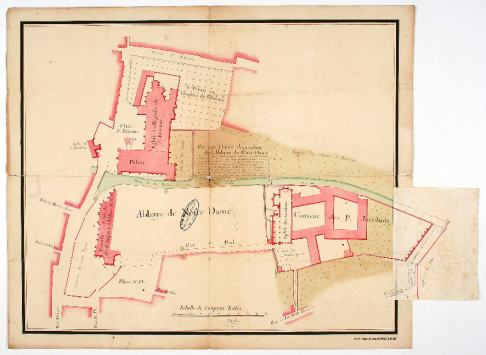
Le site du palais comtal.

Sur le plan joint le palais est en deux parties, de part et d'autre de l'eau et le bâtiment nord jouxte l'église.

## Localisation

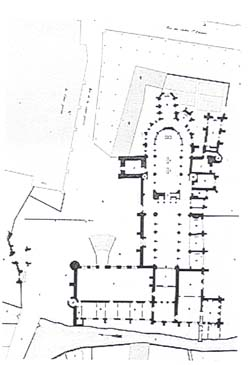
La partie du palais, en bas qui touche la collégiale, en haut.

Le château était situé sur la commune de Troyes, dans le département français de l'Aube.

## Historique
Le comte Henri le Large décidait la fondation d'un nouveau palais en remplacement de l'ancien château.
Cette construction se fit en 1157 et fut appelé Aula, il avait son pont propre, le Pons Aulae et s'adossait à l'ancienne Porta Comitis, qui était la porte sud est de la cité gallo-romaine. Son aile sud donnait vers le couvent des jacobins et son aile nord était adjacente à la collégiale Saint-Étienne. Il devint Palais royal après la réunion de la Champagne à la couronne de France, et le siège du bailliage et du présidial de Troyes ainsi que la juridiction des Eaux et forêts. C'est là que ce tinrent les Grands Jours de Troyes de 1367, 1376 1381 1391 1395 1402 1409 1583 .

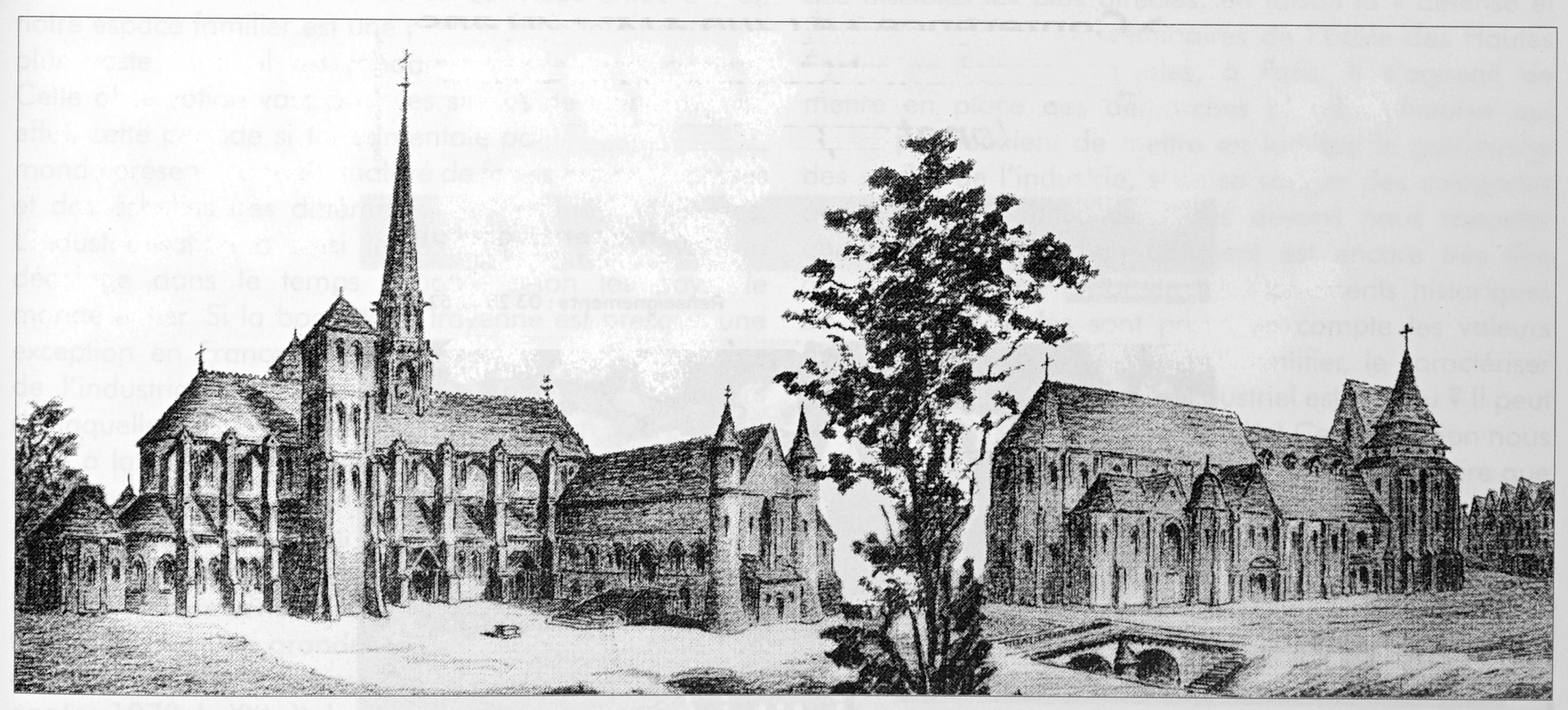
Palais des comtes de champagne.

Il fut le lieu de célébration du mariage de Charles IV le Bel et de Marie de Luxembourg en 1322. En 1420, passé dans le domaine royal, le roi Charles VI y fit des réfections avec les matériaux du château de Montaigu en cours de démolition. En 1752 il devint le siège du Palais-de-justice et du subir des modifications intérieures pour cet usage.
Il fut vendu comme bien national et en partie démantelé.
La dernière aile du palais fut démolie par autorisation impériale le 3 avril 1805 pour élargir le canal.